# Dover Township (comté de Pocahontas, Iowa)
Pour les articles homonymes, voir Dover Township.
Dover Township est un township du comté de Pocahontas en Iowa, aux États-Unis,.
Le township est fondé en 1870.

## Source de la traduction
- (en) Cet article est partiellement ou en totalité issu de l’article de Wikipédia en anglais intitulé « Dover Township, Pocahontas County, Iowa » (voir la liste des auteurs).